# The Prison Without Walls
The Prison Without Walls er en amerikansk stumfilm fra 1917 af E. Mason Hopper.

## Medvirkende
- Wallace Reid som Huntington Babbs
- Myrtle Stedman som Helen Ainsworth
- William Conklin som Norman Morris
- William Elmer som Horse Gilligan
- Marcia Manon som Felice Rossa